# Čazma
Čazma è una città della Croazia, nella regione di Bjelovar e della Bilogora.

## Società

### Evoluzione demografica
Abitanti censiti